# Maliattha latifasciata
Maliattha latifasciata är en fjärilsart som beskrevs av George Francis Hampson 1897. Maliattha latifasciata ingår i släktet Maliattha och familjen nattflyn. Inga underarter finns listade i Catalogue of Life.